# تاکویا موراوکا
تاکویا موراوکا (انگلیسی: Takuya Muraoka؛ زادهٔ ۲۴ ژوئیهٔ ۱۹۹۰) بازیکن فوتبال اهل ژاپن است.